# Gerhard Kortkampf
Gerhard Kortkampf, född 26 augusti 1912 i Emden, var en tysk SS-officer och Regierungsrat. Under andra världskriget tillhörde han Einsatzkommando 3, som opererade i tyskockuperade Litauen och Lettland. Under en tid var Kortkampf kommendör för Sicherheitspolizei (Sipo) och Sicherheitsdienst (SD), Kommandeur der Sicherheitspolizei und des SD, i Reval (Tallinn) i Estland.

## Biografi
Efter avlagd abitur försörjde sig Kortkampf som bokhandlare. År 1931 blev han medlem i Nationalsocialistiska tyska arbetarepartiet (NSDAP) och Sturmabteilung (SA). Kort tid efter Adolf Hitlers maktövertagande i januari 1933 flyttade Kortkampf över från SA till Schutzstaffel (SS) och två år senare anställdes han av Sicherheitsdienst (SD), SS:s säkerhetstjänst, i Stettin.

### Operation Barbarossa
Den 22 juni 1941 anföll Tyskland sin tidigare bundsförvant Sovjetunionen och inledde Operation Barbarossa. De framryckande tyska arméerna följdes av Einsatzgruppen, mobila insatsgrupper. Enligt Hitler var kriget mot Sovjetunionen ett ideologiskt förintelsekrig och den ”judisk-bolsjevikiska intelligentian” måste elimineras. Chefen för Reichssicherheitshauptamt, Reinhard Heydrich, gav insatsgrupperna i uppdrag att mörda judar, romer, partisaner, politiska kommissarier (så kallade politruker) och andra personer som ansågs hota Tredje rikets säkerhet. Beträffande insatsgruppernas massmord på judar mördades initialt endast män, men i augusti 1941 gav Reichsführer-SS Heinrich Himmler order om att massmordet även skulle inbegripa kvinnor och barn. Kortkampf kommenderades till Einsatzkommando 3 under Karl Jägers befäl. Detta insatskommando ingick i Einsatzgruppe A, som anfördes av Walter Stahlecker, och följde Heeresgruppe Nord under generalfältmarskalk Wilhelm von Leebs ledning. Einsatzkommando 3 förövade massakrer i bland annat Kaunas, Šiauliai och Vilnius.
År 1944 var Kortkampf verksam vid Reichssicherheitshauptamt, där han sysslade med befolkningsfrågor. Under andra världskrigets slutfas stred han i 38. SS-Grenadier-Division Nibelungen, en division inom Waffen-SS. Kortkampf greps av amerikanska trupper och satt internerad fram till den 1 maj 1948. Han återgick då till sitt tidigare värv som bokhandlare. Från 1953 verkade han som förläggare i München.

## Befordringshistorik
| Datum             | Tjänstegrad         |
| ----------------- | ------------------- |
| 11 september 1938 | SS-Untersturmführer |
| 20 januari 1939   | SS-Obersturmführer  |
| 1 september 1940  | SS-Hauptsturmführer |
| 9 november 1944   | SS-Sturmbannführer  |